# سلطان سعادت

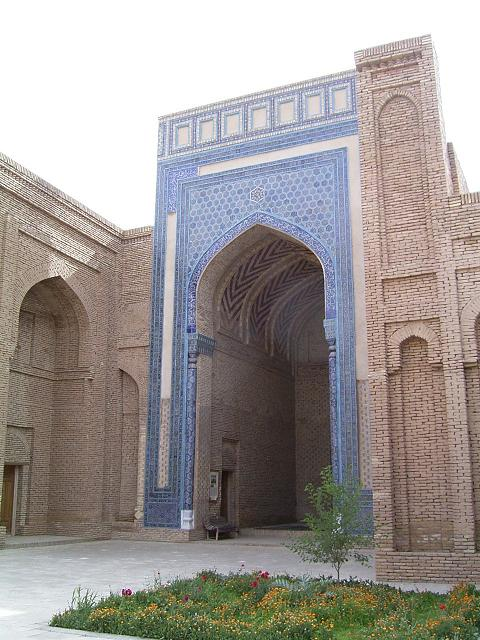

سلطان سعادت (انگلیسی: Sultan Saodat) مجموعه‌ای تاریخی در حومۀ شهر ترمذ در ازبکستان است. این مجموعه جزء میراث جهانی یونسکو می‌باشد.